# Soul Eater
Soul Eater (japanski: ソウルイーター, romanizirano kao Sōru Ītā) japanska je serija manga stripova koji su adaptirani u animiranu seriju emitiranu 2008. godine. Manga je izlazila od 2003. do 2013., a autor joj je Atsushi Ōkubo.
Radnja se vrti oko triju timova, a svaki se sastoji od majstora oružja i (barem jednog) demona oružja koji se može pretvoriti u humanoidno biće. Kako bi od potonjeg mogli napraviti kosu smrti, i tako ga učiniti prikladnim za ravnatelja akademije Šinigamija, personifikacije smrti, moraju prikupiti duše 99 zlih ljudi i jedne vještice, tim redoslijedom jer će u protivnom morati sve činiti otpočetka.

## Likovi
- Maka Albarn
- Black Star
- Death the Kid
- Crona
- Kim Diehl
- Kilik Rung
- Ox Ford

## Svijet
U svijetu Soul Eatera ljudi žive zajedno s raznim nadnaravnim stvorenjima. Zaplet uključuje i Šinigamija (japanskoga boga smrti), kao i vještice i demone koji mogu svoj oblik mijenjati između ljudskoga obličja i oružja. Usred Nevade nalazi se grad zvan Death City u čijem je središtu Shibusen (skraćeno od: 死神武器職人専門学校, Shinigami Buki Shokunin Senmon Gakkō, 'Akademija majstora oružja Boga smrti'). U njemu učenike obučava bog smrti Shinigami i njemu podređeni učitelji da bi postali gospodarima, to jest majstori oružja. Ovdje valja napomenuti da svaki učenik ima jedno ili više oružja (najviše dva demona oružja) koja čine tim sa svojim majstorom. Cilj učenika jest pretvoriti svoje demone u kose smrti (Death Scythe), a to zahtijeva prikupljanje duše vještice i 99 nečistih duša. Kad bi te nečiste duše postojale predugo i progutale previše nevinih duša, mogle bi postati Kishin – demonski bog koji želi i može gurnuti svijet u kaos. Međutim, dobro čuvana tajna među Shibusenima je da je sam grad izgrađen na zatvoru prvoga Kishina, koji je sada ondje zapečaćen.
Osim ovog grada kao centra moći, postoje još dvije častohlepne stranke i koje obećavaju oslobađanje Kishina. Jednu skupinu predvodi prilično usamljena vještica Meduza, a drugu vještica Arachne koja se pojavljuje tek kasnije u radnji i koja ima vlastitu vojsku, Arachnophobia. Vještice uglavnom imaju sposobnost da preuzmu obličje životinje kao kamuflažu. To znači da ih Majstori i Shinigami, koji inače mogu osjetiti njihovu snažnu dušu kada se nađe u blizini, ne mogu opaziti.

## Radnja
Prvo se predstavljaju učenica Maka Albarn i njezin Jedač duša (Soul Eater) Evans kojima je Shinigami dao zadatak da skupe 99 pokvarenih duša. Evans, koji posebno cijeni svoj cool izgled i u borbi poprima oblik velike kose, i njegova gospodarica Maka vrlo su uspješni i konačno su u tome i uspjeli ubijajući pokvarena stvorenja. U razgovoru kroz prozor, kojim se Maka može koristiti kao telefonom, sada dobivaju zadatak konzumirati dušu vještice, što bi Evansa trebalo dovesti na razinu kose smrti. Traže prvu vješticu u svojem kraju i nailaze na Blairinu kuću, koja je napravljena po uzoru na bundevu. Međutim, svi napadi na Blair ne uspijevaju jer je ona uvijek korak ispred, a Soul se ne može nositi s njezinim seksi izgledom. Ipak, naposljetku uspijevaju iskoristiti Soulov trik kako bi svladali Blair i ukrali joj dušu. Nakon što Soul pojede njezinu dušu nadajući se veliku povećanju svojih sposobnosti, ništa se ne dogodi. Oboje su tako bili šokirani kada su otkrili da Blair uopće nije bila vještica, nego samo mačka s jakim čarobnim sposobnostima. Stoga oboje sada moraju iznova početi skupljati duše jer je one prethodno skupljene zaplijenio Shinigami zbog njihova neuspjeha. Blair je kao mačka preživjela ovaj napad neozlijeđena jer je poznato da imaju devet života. Kako radnja napreduje, Blair zauzima neutralnu poziciju, ali štiti stanovnike Grada smrti. Često posjećuje Makin i Soulov stan i uživa slobodno se predstaviti pred Soulom i promatrati Makinu reakciju.
Black☆Star jest drugi učenik koji se pojavljuje, a on je vrlo uzbuđen, ali i egoističan. Dolazi iz obitelji ninja. Tsubaki Nakatsukasa stoji mu na raspolaganju kao žensko oružje koje može poprimiti puno različitih obličja. Iako je Black☆Star borben, dvojcu dosada nikada nije uspjelo dočepati se duše jer Black☆Star svaku misiju pretvara u predstavu čime njegove vještine ninje gube značaj. U svojoj prvoj misiji trebao je srediti Al Caponea, što mu nije upravo zbog egoizma nije pošlo za rukom. Međutim, dobiva drugu priliku kada saznaju da Al Capone želi eliminirati vješticu Angelu Leon. Kada stignu na navodno mjesto zločina, zateknu samo velik broj duša Al Caponeovih sljedbenika koje je prethodno porazio Angelin zaštitnik Mifune. Budući da bi oni također trebali ubiti vješticu, Mifune i Black☆Star započinju borbu koju Black☆Star pobijedi zahvaljujući lukavoj Tsubakijinoj podršci i Mifuneovu principu po kojem izbjegava ubiti. Tada se pojavljuje Angela za koju se ispostavi da je mlada djevojka. Nemoćni ubiti dijete, Black☆Star i Tsubaki na kraju se odreknu i mnoštva slobodno lebdećih duša, kao i vještičine duše. Kako radnja napreduje, Mifune i Black☆Star upuštaju se u daljnje dvoboje.
Konačno, pojavljuje se Shinigamijev sin, Death the Kid, i njegova dva oružja Patricia Patti i Elizabeth Liz Thompson. Kid neprestano pokazuje svoju jasnu potrebu za apsolutnom simetrijom, što mu je slabost. Osim toga, budući da barata dvama oružjima, mora prikupiti dvostruko više duša. Primjerice, njih troje dobiva naredbu od Shinigamija da ubiju vješticu u Anubisovoj piramidi u Egiptu koja pravi nestašluke oživljenim mumijama. Kad stignu onamo, pokazuju se Kidove slabosti: muči ga, primjerice, neizvjesnost visi li slika trenutačno u njegovoj kući, zbog čega čak ostavlja Liz i Patty same da to provjeri. Nešto viša i zapravo odraslija Liz pokaže se pritom izrazito strašljivom, a Patty se ističe djetinjastom nepažnjom. U međuvremenu se vrativši, Kid ne uspijeva ubiti faraona jer je njegov sarkofag savršeno simetričan. Gotovo ubijen, faraon otkriva svoj pravi asimetrični oblik. Bijes svlada Kida, puca faraona kroz piramidu i dokrajčuje ga. Piramida je pak potpuno uništena, što Kidu nije žao samo zbog njezine simetrije. Natrag u Shibusenu, Shinigami konfiscira sve duše kao kaznu za uništenu piramidu, tako da triju također nije lako završiti obuku.

## Vanjske poveznice
- Manga official website  Arhivirana inačica izvorne stranice od 28. travnja 2008. (Wayback Machine)
- Anime official website  Arhivirana inačica izvorne stranice od 11. rujna 2019. (Wayback Machine)
- Soul Eater  Arhivirana inačica izvorne stranice od 3. studenoga 2015. (Wayback Machine) – TV Tokyo
- Soul Eater: Monotone Princess video game official website
- Soul Eater: Plot of Medusa video game official website
- Soul Eater: Battle Resonance video game official website
- Soul Eater – Funimation